# アルコ (イタリア)
アルコ（イタリア語: Arco）は、イタリア共和国トレンティーノ＝アルト・アディジェ州トレント自治県にある、人口約18,000人の基礎自治体（コムーネ）。

## 地理

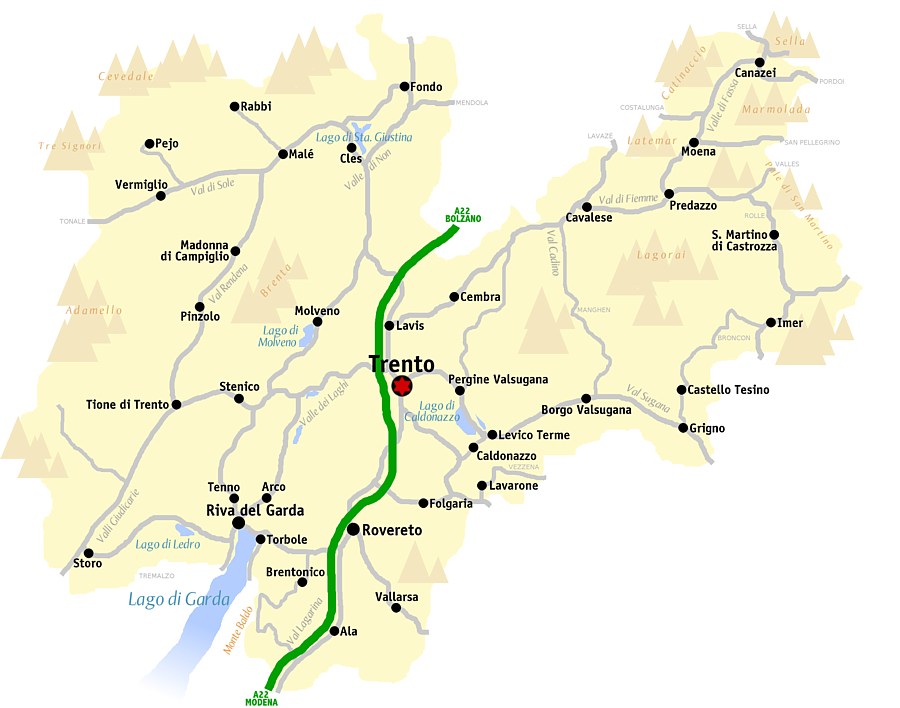
トレント県概略図

### 位置・広がり
トレント県南西部に位置するコムーネで、リーヴァ・デル・ガルダから北東へ5km、県都トレントから南西へ25kmの距離にある。
アルコはガルダ湖の北にある平野を約5kmサルカ川を遡った、渓谷が終わる部分にある。その位置のため気候は非常に温暖で有名な保養地となっている。

#### 隣接コムーネ

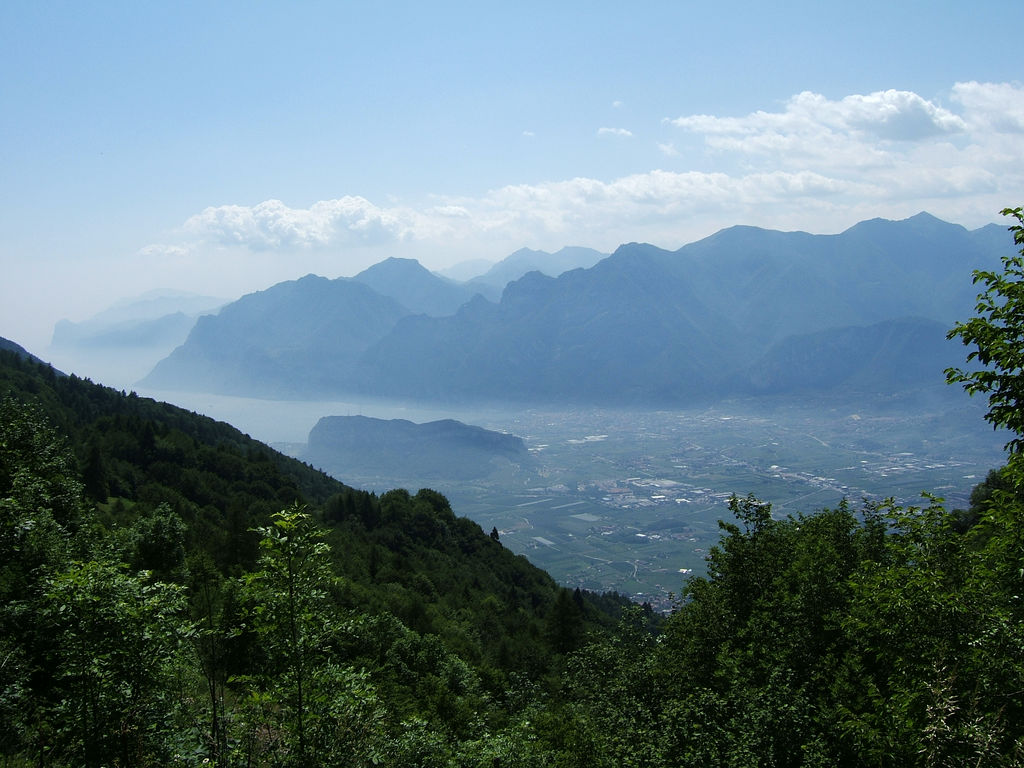
Vista dalle montagne

隣接するコムーネは以下の通り。
| - コマーノ・テルメ (ロマーゾ) - ドレーナ - ドロ - モーリ - ナーゴ＝トルボレ - リーヴァ・デル・ガルダ - ロンツォ＝キエーニス - テンノ - ヴィッラ・ラガリーナ |

## 行政

### 分離集落
アルコには、以下の分離集落（フラツィオーネ）がある。
- Bolognano, Braila, Caneve, Ceole, Chiarano, La Grotta, Linfano, Massone, Moletta, Mogno, Padaro, Prabi, Pratosaiano, San Giorgio, San Giovanni al monte, San Martino, Varignano, Vigne, Vignole

### Comunita di valle
トレント自治県が設置した広域行政組織 Comunita di valle 「アルト・ガルダ・エ・レードロ」 (it:Comunità Alto Garda e Ledro)  （事務所所在地: リーヴァ・デル・ガルダ）に属する。

## 住民

### 言語
| 少数言語話者の割合（2011年） | 少数言語話者の割合（2011年） | 少数言語話者の割合（2011年） | 少数言語話者の割合（2011年） | 少数言語話者の割合（2011年） |
| ---------------------------- | ---------------------------- | ---------------------------- | ---------------------------- | ---------------------------- |
|                              |                              |                              |                              |                              |
| ラディン語                   | ラディン語                   |                              | 0.4%                         | 0.4%                         |
| モケーニ語                   | モケーニ語                   |                              | 0.0%                         | 0.0%                         |
| チンブロ語                   | チンブロ語                   |                              | 0.0%                         | 0.0%                         |

2011年10月9日に行われた国勢調査によれば、住民16,908人中64人（0.4%）がラディン語話者であった。また、若干のチンブロ語話者がいる。

## スポーツ
アルコには最上のロッククライミング場がある。

## 姉妹都市
- ショッテン、ドイツ 1960年
- Bogen、ドイツ 1983年
- ロッチェッラ・イオーニカ、イタリア 2007年

## 人物

### 著名な出身者
- ジョヴァンニ・セガンティーニ - 19世紀の画家。
- ジョヴァンニ・バッチスタ・カプロニ - 航空技術者、カプロニ創業者。マッソーネ生まれ。

### ゆかりの人物
- フランチェスコ2世 - 最後の両シチリア王。1894年、当地（当時はオーストリア領）で没。